# Groesbeek
Groesbeek (anhörenⓘ, deutsch Gronsbeck) war eine Gemeinde in der niederländischen Provinz Gelderland und ist seit dem 1. Januar 2015 ein Ortsteil von Berg en Dal. Zur Gemeinde Groesbeek gehörten der gleichnamige Ort und teilweise das Dorf Berg en Dal – Namensgeber der Gemeinde – sowie die Ortschaften Breedeweg, De Horst und Heilig Landstichting.

## Lage
Groesbeek liegt auf den hügeligen Stauchmoränen der Niederrheinischen Höhen, sodass das Ortsgebiet bis zu 90 m ü. NN erreicht. Tiefstgelegene Teile (10 m ü. NN) sind Teil des Düffels. Die bedeutenden Waldgebiete (Naturreservat Duivelsberg) sind Fortsetzung des benachbarten Klever Reichswalds.
Groesbeek befindet sich etwa 6 km südöstlich von Nijmegen. An der Grenze zu Kranenburg gelegen, ist Kleve die nächste deutsche Kreisstadt.

## Wirtschaft
Das bis 1920 sehr ärmliche Dorf lebt heute hauptsächlich vom Tourismus und ist durch die in den Niederlanden seltene hügelige Waldlandschaft bei Wanderern und Mountainbikern sehr beliebt. Dementsprechend gibt es hier Hotels, Campingplätze und weitere vom Tourismus geprägte und hervorgerufene Merkmale.

## Sozialstruktur
In Groesbeek leben sehr viele Pendler, die in Nijmegen oder Kleve arbeiten. Bis Ende 2011 bestand eine für viele Pendler nützliche Busverbindung in den Verkehrsverbund Rhein-Ruhr, die zum Jahreswechsel jedoch aufgegeben wurde. Auffällig ist das in Groesbeek blühende Vereinsleben. Vor allem Amateur-Fußballvereine haben viele Mitglieder und gehören zu den stärksten der Niederlande.

## Geschichte
Auf dem Gebiet der zu Groesbeek gehörenden Bauerschaft De Holdeurne (dt. Holedorn) produzierten schon im ersten und zweiten nachchristlichen Jahrhundert Legionäre der Legio X Gemina Backsteine und Keramik. Dieser lokale Keramiktyp ging als Holdeurner Irdenware in die Fachliteratur ein.

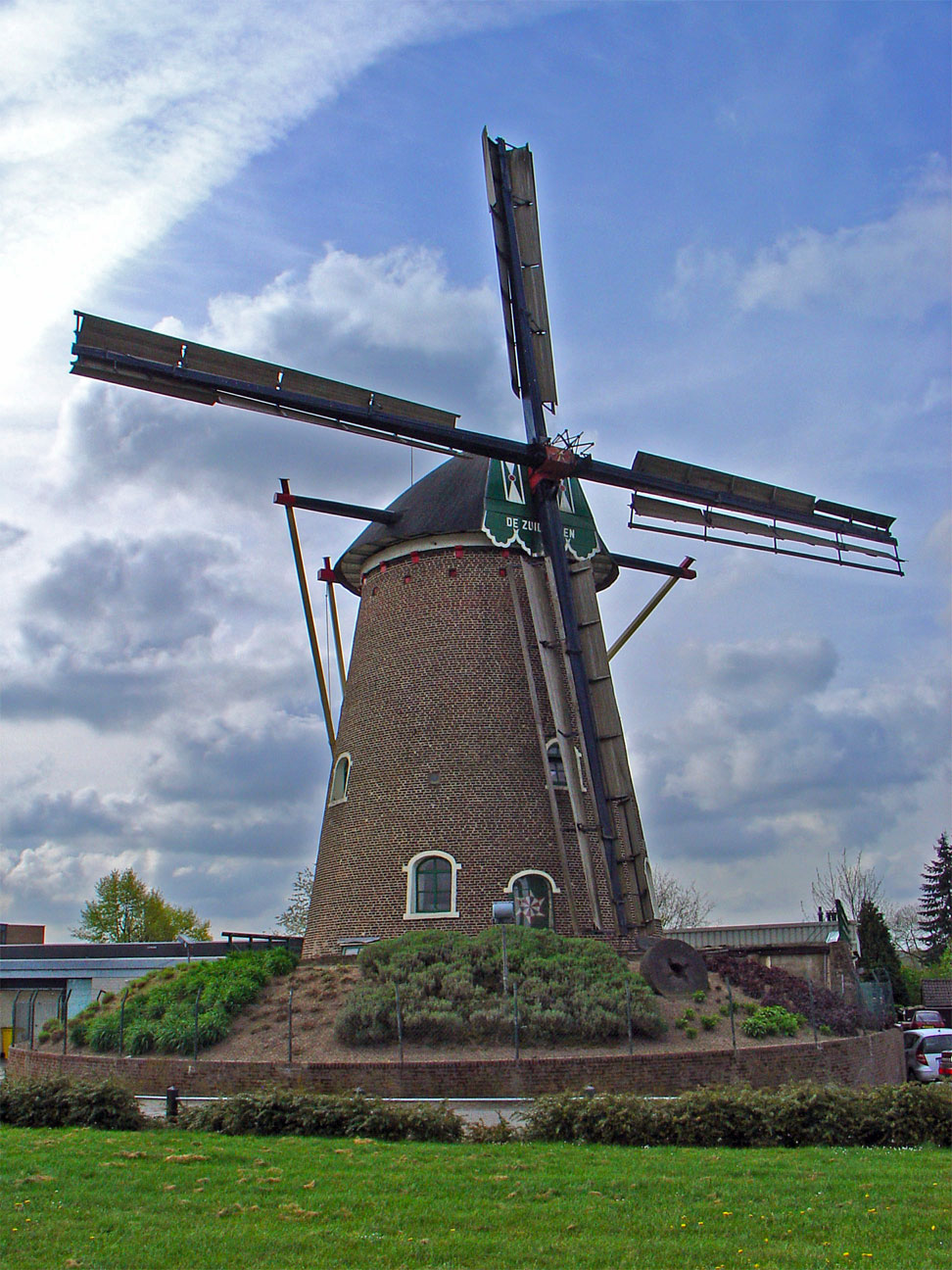
Zuidmolen in Groesbeek

Die Ortschaft Berg en Dal (dt. Berg und Thal) nördlich vom Dorf Groesbeek entstand um 1750 um eine an der Straße Nimwegen-Kleve gelegene Herberge gleichen Namens, die das linke Hochufer des Waaltals beschreibt. Hier befand sich im 19./20. Jahrhundert die steilste niederländische Straßenbahn, die (Oude) Kleefsebaan oder Het Bergspoor (Gemeente Tram Nijmegen) genannt, mit einem Höhenunterschied von mehr als 60 Metern und einem bedeutenden Viadukt, das 1969 abgerissen wurde. Teile der Siedlung gehören zur Gemeinde Ubbergen.
Die Siedlung Heilig Landstichting (dt. Heiliges Land Stiftung) wurde 1911 von katholischen Geistlichen gegründet. Sie riefen auch das Biblische Freilichtmuseum, das früher unter strenger Zensur der katholischen Kirche stand (Erläuterungen der Ausstellungsstücke entsprachen römisch-katholischen Standpunkten) sowie das Afrika-Museum ins Leben, das deren Missionare gründeten.
Das Dorf Groesbeek (dt. Gronsbeck) war während des Zweiten Weltkriegs bei der Operation Market Garden im September 1944 heftig umkämpft und wurde dabei fast völlig zerstört. Mit Staatssubventionen wurde es nach der Befreiung wieder aufgebaut.
Zum 1. Januar 2015 fusionierte Groesbeek mit Ubbergen und Millingen aan de Rijn zu einer neuen Gemeinde, die zunächst ebenfalls Groesbeek hieß, da Ubbergen und Millingen deutlich weniger Einwohner hatten. Bei einem Referendum entschied sich die Mehrheit der Bevölkerung jedoch für den Namen Berg en Dal, der seit dem 1. Januar 2016 offizieller Gemeindenamen ist.

## Sehenswürdigkeiten
Die spätgotische Evangelische Kirche in der Ortsmitte.
Das Bibel-Freilichtmuseum (Bijbels Openluchtmuseum) bietet in nachgebauten Gebäuden und Szenen aus dem Nahen Osten einen Einblick in die Welt, in der Christentum, Judentum und später auch der Islam entstanden. Auch Themen dieser Religionen selbst werden behandelt. Der exklusiv katholische Standpunkt ist dabei verlassen worden. Seit dem 20. März 2004 heißt das biblische Freilichtmuseum Museumpark Orientalis. An erhöhter Stelle befindet sich die katholische Zönakelkirche.
Das Afrika Museum in Berg en Dal hat eine interessante Sammlung von Gegenständen aus Subsahara-Afrika. Auch dieses Museum hat einen Freiluftteil mit nachgebauten Hütten und anderen Gebäuden.
Das Nationale Befreiungsmuseum, seit 2019: Freiheitsmuseum, behandelt die Befreiung der Niederlande durch die Alliierten von der deutschen Besatzung zwischen dem Juli 1944 und dem Bevrijdingsdag am 5. Mai 1945. Zu den Exponaten gehören Originaluniformen, Waffen, Propagandamittel und ähnliches von beiden Seiten. An die Kämpfe aus dieser Zeit erinnert auch der kanadische Soldatenfriedhof Groesbeek Canadian War Cemetery mit Kriegsdenkmal.
In der Generaal Gavinstraat befindet sich ein Monument zur Erinnerung an den US-Generalleutnant James M. Gavin.

## Politik

### Sitzverteilung im Gemeinderat
Bis zur Auflösung der Gemeinde ergab sich seit 1998 folgende Sitzverteilung:
| Partei                                  | Sitze | Sitze | Sitze | Sitze |
| Partei                                  | 1998  | 2002  | 2006  | 2010  |
| --------------------------------------- | ----- | ----- | ----- | ----- |
| CDA                                     | 4     | 4     | 3     | 4     |
| Groesbeekse Volkspartij                 | 3     | 3     | 4     | 3     |
| Voor Openheid en een Leefbaar Groesbeek | 2     | 4     | 3     | 3     |
| PvdA                                    | 4     | 3     | 4     | 3     |
| VVD                                     | 2     | 1     | 1     | 2     |
| GroenLinks                              | 1     | 2     | 1     | 1     |
| Sociaal Groesbeek                       | —     | —     | 1     | 1     |
| Natuurlijk Groesbeek                    | —     | —     | —     | 0     |
| DPG                                     | 1     | 0     | —     | —     |
| D66                                     | 0     | —     | —     | —     |
| Gesamt                                  | 17    | 17    | 17    | 17    |

## Söhne und Töchter der Gemeinde
- Tijn Kortmann (1944–2016), Jurist und Staatsrechtler
- Bas Eickhout (* 1976), Politiker und Europaparlamentabgeordneter
- Tim Bakens (* 1982), Fußballer
- Jasper Cillessen (* 1989), Fußballer